# Gangzi (socken i Kina, Inre Mongoliet)
Gangzi (kinesiska: 岗子, 岗子乡) är en socken i Kina. Den ligger i den autonoma regionen Inre Mongoliet, i den norra delen av landet, omkring 590 kilometer öster om regionhuvudstaden Hohhot. Antalet invånare är 10749. Befolkningen består av 5 055 kvinnor och 5 694 män. Barn under 15 år utgör 13,0 %, vuxna 15-64 år 76 %, och äldre över 65 år 10,0 %.
Genomsnittlig årsnederbörd är 530 millimeter. Den regnigaste månaden är juni, med i genomsnitt 152 mm nederbörd, och den torraste är december, med 4 mm nederbörd.